# Бобилівка
Бобилі́вка — село в Україні, в Есманьській селищній громаді Шосткинського району Сумської області. Населення становить 3 осіб. До 2020 орган місцевого самоврядування — Уланівська сільська рада.

## Географія
Село Бобилівка розташоване на правому березі річки Клевень, вище за течією на відстані 2 км розташоване село Мала Бобилівка (село ліквідоване у 1988 році), нижче за течією на відстані 1 км розташоване село Червона Зоря, на протилежному березі — село Іскра (Курська область).
Село межує з Росією.

## Історія
12 червня 2020 року, відповідно до розпорядження Кабінету Міністрів України № 723-р «Про визначення адміністративних центрів та затвердження територій територіальних громад Сумської області», село увійшло до складу Есманьської селищної громади.
19 липня 2020 року, в результаті адміністративно-територіальної реформи та ліквідації Глухівського району, село увійшло до складу новоутвореного Шосткинського району.

#### Російське вторгнення в Україну (з 2022)
30 червня 2024 року російські загарбники продовжували обстрілювати прикордонні території Сумської області. Зокрема в селі було зафіксовано  1 вибух, ймовірно ФПВ-дрон.   
30 серпня 2024 року зафіксовано 5 вибухів з мінометів 88 мм.     

## Населення

### Мова
Розподіл населення за рідною мовою за даними перепису 2001 року:
| Мова      | Кількість | Відсоток |
| --------- | --------- | -------- |
| російська | 3         | 100%     |